# 제607전투기상대대
제607전투기상대대(영어: 607th Combat Weather Squadron (607 CWS))는 주한 미군으로서 대한민국 평택시 캠프 험프리스에 주둔하고 있는 미국 공군의 대대(Squadron)급 군사 기상학부대로, 주한 미국 공군으로 지정되어 있는 제7공군 산하의 제607항공지원작전전대(607 ASOG)를 구성하는 부대의 하나이다.
주한 미군을 위한 미군 방송망인 AFN Korea에서 기상 예보를 맡고 있다.

## 역사
1994년 12월 12일에 제607항공지원작전전대 산하 제607기상대대로 제정되어 3일 뒤의 12월 15일부터 제7공군에 기상 관측 지원을 담당하는 부대로서 용산기지에서 활동을 개시하였다.
2007년 1월 1일, 주한 미군이 수행하는 10대 임무 중 하나인 한반도 전구에서의 기상 예보 임무를 한미연합군사령부에 상주하는 대한민국 공군 제736기상대대로 이양하였다.
2018년 12월, 경기도 동두천시의 캠프 레드 클라우드가 폐쇄함 따라 배치되어 있었던 제1분견대가 캠프 험프리스로 건너갔다.
2019년 4월, 용산기지가 폐쇄됨에 따라 주한 미군의 조직이 남아 있는 다른 기지로 넘어가거나 해산할 떄, 제607기상대대는 캠프 험프리스로 이사하였다. 
2021년 6월 1일, 전투기상에어맨(Combat Weather Airmen) 직업 분야가 신설되고 전투기상부대로 지정됨에 따라 제607전투기상대대로 개편되었다.

## 기록

### 계보
- 1994년 12월 12일, 607th Weather Squadron→제607기상대대로 제정됨.
- 1944년 12월 15일, 활동을 개시함.
- 2021년 6월 1일, 607th Combat Weather Squadron→제607전투기상대대로 개편됨.

### 소속
1. 제607항공지원작전전대 (607 ASOG); 1994년 12월 15일 ~ 현재

### 기지
1. 용산기지; 1994년 12월 15일 ~ 2019년 4월
2. 캠프 험프리스; 2019년 4월 ~ 현재

### 표창
| 스트리머 그림 | 스트리머 이름     | 내역                               | 참고 |
| ------------- | ----------------- | ---------------------------------- | ---- |
|               | 공군 우수부대표창 | 1994년 12월 15일 - 1995년 6월 30일 |      |
|               | 공군 우수부대표창 | 1995년 7월 1일 - 1997년 6월 30일   |      |
|               | 공군 우수부대표창 | 1999년 7월 1일 - 2001년 6월 30일   |      |
|               | 공군 우수부대표창 | 2001년 8월 1일 - 2003년 8월 30일   |      |
|               | 공군 우수부대표창 | 2006년 10월 1일 - 2008년 9월 30일  |      |
|               | 공군 우수부대표창 | 2010년 11월 2일 - 2012년 11월 1일  |      |
|               | 공군 우수부대표창 | 2012년 11월 2일 - 2014년 11월 1일  |      |

## 같이 보기
- 공군기상단, 대한민국

## 인용
1. ↑  “戰時 일기예보…한국군이 맡는다”. 《매일경제》. 2006년 12월 4일. 2025년 3월 8일에 확인함.
2. ↑  디지털뉴스팀 (2006년 12월 4일). “戰時 '기상예보 임무' 한국군 전환”. 《동아일보》. 2025년 3월 8일에 확인함.
3. ↑  Molignano, Nicole (2021년 6월 1일). “The 607th Redesignates as a Combat Weather Squadron” (미국 영어). CAMP HUMPHREYS, Republic of Korea: Seventh Air Force Public Affairs. 2025년 3월 24일에 확인함.
4. ↑  Haux, Hailey (2021년 6월 3일). “Air Force Weather Squadrons redesignated as Combat Weather Squadrons” (미국 영어). Pacific Air Forces Public Affairs. 2024년 3월 24일에 확인함.

## 참고 자료
- “607th WEATHER SQUADRON” (PDF). 《USAF Unit Histories》 (미국 영어). 2025년 3월 24일에 확인함.
- “607 Weather Sq (PACAF)”. 《Air Force Historical Research Agency》 (미국 영어). 2025년 3월 24일에 확인함.